# Il nipote di Rameau
Il nipote di Rameau o La satira seconda è un dialogo satirico scritto da Denis Diderot nel quale vengono discusse questioni di etica ed estetica. L'autore vi lavorò tra il 1762 e il 1773, ma l'opera fu pubblicata soltanto postuma.

## Personaggi
I due personaggi che danno vita al dialogo sono designati con i pronomi lui e io. Se ad una lettura immediata appare chiaro che il primo pronome indica Jean-François Rameau ed il secondo lo stesso Diderot, è bene ricordare che il valore simbolico dei due personaggi risulta più complesso. Mentre infatti le posizioni morali che i due sostengono sono del tutto opposte e inconciliabili, nei passaggi in cui si discute di estetica sembra esserci piuttosto, tra le due figure, una sorta di rispecchiamento. Accade così che sia proprio Rameau ad esporre alcune tesi già espresse da Diderot in opere precedenti. Il Nipote si configura così a tratti come un alter ego del filosofo.

## Trama
La conversazione immaginata e riportata da Diderot si svolge per mezz'ora, dalle cinque alle cinque e mezzo, nei giardini del Palais Royal (unità di tempo, di luogo, di azione). Rameau intrattiene il filosofo raccontando episodi della propria vita; gli confessa senza pudore la propria immoralità, e dà prova del suo straordinario talento di pantomimo e di una sensibilità musicale fuori dal comune. Parente del celebre Jean-Philippe Rameau, il Nipote è un musicista fallito, un adulatore di professione, un miserabile di talento; uno scroccone che sopravvive facendo il buffone di corte nei salotti della borghesia parigina. Agli occhi del filosofo, quest'individuo spregevole appare come un misto di delirio e di buonsenso, di abiezione e di onestà. E proprio per questa sua contraddittorietà, Rameau sconcerta e affascina Diderot, il quale constata stupefatto e a tratti inorridito come sia possibile che una stessa persona sia dotata della più profonda sensibilità estetica e del tutto sprovvista del sentimento morale. Jean-François Rameau è in fondo la cattiva coscienza della società parigina di metà Settecento; è colui che ha il coraggio (la spudoratezza) di confessare ciò che tutti pensano, e di fare per mestiere, come satirico e pantomimo, ciò che tutti fanno nella loro vita: l'adulatore.

## Tematiche
Alcune delle tematiche discusse nel corso del dialogo:
- Se esista la virtù, e se essa conduca alla felicità;
- Che tipo di educazione bisogna impartire ai propri figli? Bisogna insegnare loro la rettitudine, o piuttosto metterli in condizione di conquistare il benessere, la ricchezza, il prestigio, nella società in cui vivono?
- Esiste un'eccellenza nel male, nell'adulazione, nella malvagità? Da ricordare a questo proposito la vicenda, raccontata da Rameau, del rinnegato di Avignone, che tradì il proprio benefattore denunciandolo all'Inquisizione e si impadronì dei suoi beni; può esistere un'estetica del male[2]?
- La disgiunzione tra sensibilità estetica e sentimento morale;
- In che misura gli uomini sono effettivamente liberi? In che misura, invece, essi sono il prodotto del proprio carattere naturale e dell'ambiente in cui crescono (determinismo)?
- La centralità del genio nella creazione artistica;
- La querelle des Bouffons: confronto tra la tradizione musicale francese e la nuova musica napoletana;
- L'origine della musica dall'imitazione dei rumori naturali  e delle passione umane (mimesi);
- Alcuni principi di estetica musicale: la declamazione, il canto, la misura, l'accento, …;
- Se esistano delle eccezioni (idiotismi) alla morale universale;
- Se il filosofo sia uguale o diverso rispetto ai suoi concittadini[3];
- L'arte della pantomima;
- La vita sociale come una commedia, nella quale ciascuno assume una posa secondo il bisogno del momento[4].

Fu proprio la violenza degli attacchi (e della derisione) rivolti alla società dei salotti, alla corte, a ministri, ad esponenti del clero, al partito anti-filosofico, all'intera città di Parigi, a consigliare a Diderot di tenere l'opera segreta, preservandola per una pubblicazione postuma.

## La vicenda editoriale
La vicenda editoriale dell'opera è travagliata e romanzesca. Il dialogo viene pubblicato per la prima volta in edizione tedesca nel 1805. La traduzione, accompagnata da una nota storico-critica, è curata da Goethe. È lo stesso Goethe ad imporre il titolo con il quale l'opera è nota ancora oggi (in tedesco Rameaus Neffe), a scapito del titolo immaginato da Diderot, La Satire seconde. La copia manoscritta sulla quale ha lavorato Goethe va perduta. Nel 1821 gli editori Saur e Saint-Geniès pubblicano la prima edizione francese. Il testo che essi spacciano per un originale inedito non è altro che la ritraduzione della traduzione di Goethe. Tra il 1875 e il 1884 appaiono nuove traduzioni, preparate a partire da copie manoscritte appartenenti al fondo Vandeul di San Pietroburgo. Nel 1891 Georges Monval scopre presso un libraio del quai Voltaire un manoscritto originale in ottime condizioni. Questo manoscritto è conservato oggi presso la Pierpont Morgan Library di New York, ed è la fonte di tutte le edizioni moderne del dialogo. La prima edizione critica, curata da Jean Fabre, risale al 1950.

## Fortuna dell'opera
Tra le interpretazioni filosofiche sono da ricordare quella data da Hegel nella Fenomenologia dello spirito e quella data da Michel Foucault nella Storia della follia nell'età classica.

## Edizioni
- trad. Silvio Pagani, Sonzogno, 1907
- trad. Vincenzo Bucci, Istituto editoriale italiano, 1910
- trad. Gildo Passini, Formiggini, 1929
- trad. Giacinto Spagnoletti, Guanda, 1945
- trad. Giuseppe Carbone, UE, 1949
- trad. Lidia Herling Croce, Rizzoli, 1956, BUR 1981 ISBN 8806573721 ISBN 8817172049 ISBN 9788817172042
- trad. Franca Uffreduzzi, Utet, 1965
- trad. Nedialko Dacev, Peruzzo, 1965
- trad. Andrea Calzolari, FMR, 1973
- trad. Lanfranco Binni e Liliana Magrini, Garzanti, 1974 ISBN 8811580773 ISBN 9788811360773
- trad. Augusto Frassineti, Einaudi, 1984 ISBN 8806057375; Quodlibet, 2010 ISBN 9788874622962
- trad. M. Brini Savorelli, Olschki, 2002